# Società Italiana Docenti di Trasporti
La Società Italiana Docenti di Trasporti (SIDT) è una istituzione culturale, senza fini di lucro, costituita il 16 febbraio 1983 che raccoglie al suo interno soci ordinari (docenti e ricercatori del settore disciplinare dell'ingegneria dei trasporti – ICAR/05 - attualmente  in servizio), soci onorari (sono i soci ordinari andati in pensione), soci emeriti (sono personalità italiane o straniere di elevato livello scientifico), soci aggregati (sono docenti universitari appartenenti ad altri settori scientifico/disciplinari), soci sostenitori (sono soggetti appartenenti ad Enti o Amministrazioni esterne a quelle universitarie, che operano nel settore dei trasporti e/o della mobilità) e soci juniores (sono i giovani ricercatori, dottorandi, assegnisti o neolaureati che collaborano con i soci ordinari).
La SIDT ha come scopo quello di promuovere e sviluppare la ricerca nel campo dei trasporti, partecipare al dibattito sulle scelte nel settore medesimo e stabilire contatti e scambi con istituzioni equivalenti italiane e di altri paesi.

## Le principali aree tematiche
La maggior parte dei soci ordinari svolge attività scientifica e didattico-formativa nel campo dei sistemi di trasporto ed afferisce al settore concorsuale 08/A3 (DM n.159 del 12 giugno 2012 pubblicato su Gazzetta Ufficiale del 14 giugno 2012).
Nel campo dei sistemi di trasporto i contenuti scientifico-disciplinari riguardano gli aspetti relativi a (estratto dalla declaratoria del SC 08/A3 e del SSD ICAR/05):
- mobilità di persone e trasporto delle merci con la relativa logistica;
- analisi prestazionale delle componenti, degli impianti e dei sistemi di trasporto ai fini della loro gestione ed integrazione; metodi e tecniche per la simulazione della domanda di mobilità, dell'offerta di trasporto, dell'interazione domanda/offerta, degli impatti economici, territoriali, energetici, ambientali e della sicurezza;
- regolazione, controllo e pianificazione tattica e strategica dei trasporti;
- progettazione funzionale delle componenti, degli impianti e dei sistemi di trasporto complessi;
- progettazione, gestione ed esercizio dei servizi di trasporto; sistemi intelligenti di trasporto, con riferimento all'integrazione ed alle applicazioni di tecnologie elettroniche, dell'informazione e delle telecomunicazioni.

I contenuti di ricerca e didattica riguardano quindi i metodi e le tecniche:
- per la simulazione della domanda di mobilità, dell'offerta di trasporto, dell'interazione domanda/offerta, degli impatti economici, territoriali, energetici, ambientali e della sicurezza;
- la pianificazione tattica e strategica dei trasporti e la  loro regolazione e controllo;
- la progettazione funzionale delle componenti, degli impianti e dei sistemi di trasporto complessi,  anche in relazione alle peculiari tecnologie dei diversi modi di trasporto;
- la progettazione, la gestione e l'esercizio dei servizi di trasporto;
- i sistemi intelligenti di trasporto, con riferimento all'integrazione ed alle applicazioni di tecnologie elettroniche, dell'informazione e delle telecomunicazioni nei sistemi di trasporto e nelle relative componenti.

## La storia, l'organigramma e la sede
La SIDT fu fondata nel 1983 per iniziativa di un gruppo di docenti di ingegneria dei trasporti che si riconoscevano in un progetto culturale comune. Nel giro di pochi anni l'associazione raccolse al suo interno la quasi totalità degli studiosi del settore (docenti e ricercatori universitari).
L'attuale consiglio direttivo (eletto nel 2013) è composto da: Antonio Musso (Presidente), Agostino Cappelli, Bruno Dalla Chiara, Angela Di Febbraro, Demetrio Festa, Antonino Vitetta, Giovanni Longo, Armando Cartenì, Antonio Comi, Gianfranco Fancello, Livia Mannini.
Negli anni l'associazione nomina dei soci emeriti; per citare i più recenti: Roberto Camagni nel 2009, Alessandro Bianchi nel 2010, Werner Rothengatter, Michael Bell e Avi Ceder nel 2011, Karen Lucas nel 2012, Roberto Zucchetti nel 2013.
La sede della SIDT è a Roma, presso la Facoltà di Ingegneria Civile e Industriale dell'Università degli Studi di Roma “La Sapienza”, Via Eudossiana 18 a San Pietro in Vicoli.

## Scopo dell'associazione
La SIDT ha come scopo quello di:
- promuovere e sviluppare la ricerca nel campo dei trasporti, favorendo i contatti tra gli studiosi, agevolando, mediante pubblicazione, la diffusione delle conoscenze, organizzando e partecipando a congressi e riunioni;
- partecipare al dibattito sulle scelte nel settore dei trasporti a livello nazionale e locale;
- stabilire contatti e scambi con istituzioni equivalenti di altri paesi.

La SIDT pubblica annualmente il risultato degli studi dei suoi soci attraverso la pubblicazione dei contributi al seminario scientifico negli atti della "Società Italiana dei Docenti di Trasporti". La Società facilita le iniziative scientifiche e didattiche o comunque volte all'incremento delle conoscenze sui trasporti, svolge studi e ricerche e fornisce pareri su commissione di enti pubblici e privati su temi di rilevante interesse scientifico.